# Jørundur Skógdrívsson
Jørundur Skógdrívsson oder Jørund Skogdrivsson war ab 1479 bis 1524 Løgmaður der Färöer.
Jørundur ist der erste Løgmaður der Färöer, von dem wir den genauen Zeitraum seiner Amtszeit kennen. Er ist in einem Brief vom 2. Mai oder 13. September 1479 erwähnt. Früher ging man davon aus, dass es unklar sei, wer vor 1524 Løgmaður gewesen sei, aber in der heutigen offiziellen Løgtingsgeschichte wird Jørundur als der erste Løgmaður einer ab da überlieferten Reihe genannt.